# Pterogyne insularis
Pterogyne insularis är en fjärilsart som beskrevs av Davis 1975. Pterogyne insularis ingår i släktet Pterogyne och familjen säckspinnare. Inga underarter finns listade.